# Славсон Семюель
Семюель Славсон (англ. Samuel Richard Slavson; нар. 25 листопада 1890, Полтава — пом. 5 серпня 1981, Нью-Йорк) — засновник аналітичної групової терапії, автор термінів «мала група» та «аналітична групова терапія».
Народився в Полтаві у 1890 році «…і до 14 років жив в Україні, емігрувавши з сім'єю у північну Америку 1904 року. І хоча з його біографії, на жаль, не маємо вичерпних даних, однак можемо припускати, що немало його думок про впливи спільноти на формування індивідуальності на тему „соціального голоду“ беруть свої початки — як більшість у творчості психоаналітиків — у переживаннях дитинства, а отже у випадку Славсона, у культурі нам близькій та знайомій.»
Ввів базові поняття:
- Групізм (специфічний, наступний після «психізму» рівень організації людини. В групі проявляється вмінням мати свою позицію і її відстоювати: ступінь індивідуації в спільноті)
- Соціальний голод (соціальний інстинктивний потяг «Trieb» свідчить про якість перенесення. Проявляється наявністю в групі фантазій про інших учасників або ведучого(-их))
- Груповий (сімейний) матрикс (система «зв'язків» (Attachment, Binding), Група = материнський об'єкт, Ведучий = батьківський об'єкт. Проявляється в групі вмінням говорити в міру, тримати дистанцію)
- Нодальність (позитивний період групової динаміки, який свідчить про активну і синергічну співпрацю в групі (позитивне перенесення). Вміння почувати себе добре в групі)
- Антинодальність (негативний період групової динаміки, який свідчить про пасивність (негативне перенесення). В групі проявляється мовчанням та ізоляцією)
- Нумеричний паритет («тріангуляція» та груповий розподіл ролей. Проявляється в групі вмінням вислухати, спостерігати, коментувати; вміння знайти свою роль.)